# Günter Niewand
Günter Niewand (* 17. August 1936) ist ein ehemaliger deutscher Fußballspieler. Er bestritt 1955 für Turbine Erfurt 16 Spiele in der DDR-Oberliga, der höchsten Spielklasse im DDR-Fußball. Mit Turbine Erfurt wurde er DDR-Meister, er ist siebenfacher Juniorennationalspieler.

## Sportliche Laufbahn
Als Juniorenspieler von Turbine Erfurt bestritt Niewand in den Jahren 1954 und 1955 sieben Länderspiele mit der DDR-Juniorennationalmannschaft. Er wurde als Mittelstürmer eingesetzt und erzielte sieben Tore.
Seinen ersten Einsatz in der DDR-Oberliga hatte Niewand am 27. März 1955 in der Begegnung des 23. Spieltages Turbine Erfurt – Einheit Dresden (1:0). Einen Spieltag später schoss er sein erstes Oberligator. Danach wurde er noch einmal am 25. und vorletzten Oberligaspieltag aufgeboten. Mit seinen drei Einsätzen hatte Niewand nur geringen Anteil am Gewinn der zweiten DDR-Meisterschaft von Turbine Erfurt. In der so genannten Übergangsrunde zur Umstellung auf den Kalenderjahr-Saisonrhythmus, die im Herbst 1955 stattfand, wurde Niewand in allen 13 Spielen eingesetzt und wurde mit sechs Toren bester Schütze der Erfurter.
Nachdem Niewand 1956 im höherklassigen Fußball nicht in Erscheinung getreten war, tauchte er zur Saison 1957 im Aufgebot des zweitklassigen DDR-Listen Aufbau Magdeburg auf. Während er in seiner ersten Magdeburger Saison mit 22 Einsätzen bei 26 Punktspielen und vier Toren zu den Stützen der Mannschaft zählte, absolvierte er 1958 nur noch fünf Punktspiele und blieb ohne Torerfolg. Er wechselte daraufhin 1959 zu Turbine Magdeburg in die viertklassige Bezirksliga. Ein Jahr später wurde er mit der Mannschaft Bezirksmeister und stieg in die II. DDR-Liga auf. 1961/62 kehrte der DDR-Fußball zum Sommer-Frühjahr-Rhythmus zurück. Dazu mussten alle Ligen eine Saison vom März 1961 bis Juni 1962 absolvieren, in der II. DDR-Liga fanden 39 Punktspiele statt. Niewand schoss seine Mannschaft als Staffel-Torschützenkönig mit 42 Toren zum Aufstieg in die I. DDR-Liga. Fortuna Magdeburg konnte sich drei Spielzeiten lang bis 1964/65 in der DDR-Liga behaupten. Von den in dieser Zeit ausgetragenen 86 Punktspielen bestritt Niewand 82 Partien und erzielte dabei 17 Tore.
Zum Zeitpunkt des Abstiegs in die Bezirksliga war Niewand 29 Jahre alt, und er kehrte nicht wieder in den höherklassigen Fußball zurück.